# Підлісний (Курська область)
Підлісний (рос. Подлесный) — селище в Курському районі Курської області Російської Федерації.
Населення становить 609 осіб. Входить до складу муніципального утворення Клюквинська сільрада.

## Історія
Населений пункт розташований на території українського етнічного та культурного краю Східна Слобожанщина.
Від 2004 року входить до складу муніципального утворення Клюквинська сільрада.

## Населення
| 2002 | 2010 |
| ---- | ---- |
| 623  | ↘609 |